# Tuccio
Tuccio  è un nome proprio di persona italiano maschile.

## Varianti
- Femminili: Tuccia[1].

## Origine e diffusione
Rappresenta l'abbreviazione della forma vezzeggiativa di nomi quali Alberto (da cui Albertuccio e poi Tuccio), Donato, Lamberto, Renato, Roberto, Santo, Vito, ormai in uso anche come nome autonomo. Nel sud Italia è più probabile una derivazione dal vezzeggiativo di Salvatore, da cui Totò, Totuccio e quindi Tuccio.
In Italia è diffuso principalmente in Sicilia.
Come cognome Tuccio è diffuso soprattutto in Sicilia, mentre Tucci è presente in tutta l'Italia.

## Onomastico
Si festeggia il 1º novembre per la festa di Ognissanti (nota anche come Tutti i Santi)

## Persone
- Tuccio di Andria, pittore italiano
- Tuccio Guicciardini, banchiere, politico e mercante fiorentino
- Tuccio Musumeci, attore italiano di teatro e cinema

### Variante femminile "Tuccia"
- Tuccia, vestale accusata ingiustamente di aver violato il voto di verginità